# Kashar
Kashar là một đô thị trong quận Tirana thuộc hạt Tirana, Albania. Dân số năm 2005 là 17437 người.